# Grotte di Castro
Grotte di Castro település Olaszországban, Viterbo megyében. Lakosainak száma 2361 fő (2023. január 1.). Grotte di Castro Acquapendente, Onano, San Lorenzo Nuovo és Gradoli községekkel határos.

## Népesség
A település népessége az elmúlt években az alábbi módon változott:
| Lakosok száma | 2626 | 2652 | 2361 |
|               | 2017 | 2018 | 2023 |